# Liste der Nummer-eins-Country-Alben in den USA (1972)
Dies ist eine Liste der Nummer-eins-Alben in den von Billboard ermittelten Verkaufscharts für Country-Alben in den USA im Jahr 1972. In diesem Jahr gab es sechs Nummer-eins-Alben.

| ← 1971 ← | Liste der Nummer-eins-Country-Alben in den USA | Liste der Nummer-eins-Country-Alben in den USA | Liste der Nummer-eins-Country-Alben in den USA | 1973 →                    |
| \| Zeitraum \| Wo. ges. \| Interpret \| Titel \| Zusätzliche Informationen \| \| (Zeitraum, Wochen auf Platz eins, Interpret, Titel, zusätzliche Informationen) \| \| \| \| \| \| ------------------------------------------------------------------------------ \| -------- \| ------------- \| ---------------------------------------- \| ------------------------- \| \| 1. Januar 1972 – 21. April 1972 16 Wochen (insgesamt 16) \| 16 \| Charley Pride \| Charley Pride Sings Heart Songs[1] \| - \| \| 22. April 1972 – 11. August 1972 16 Wochen (insgesamt 16) \| 16 \| Charley Pride \| The Best of Charley Pride Vol. II[2] \| - \| \| 12. August 1972 – 8. September 1972 4 Wochen (insgesamt 4) \| 4 \| Donna Fargo \| The Happiest Girl in the Whole U.S.A.[3] \| - \| \| 9. September 1972 – 15. September 1972 1 Woche (insgesamt 1) \| 1 \| Jerry Wallace \| To Get to You[4] \| - \| \| 16. September 1972 – 24. November 1972 10 Wochen (insgesamt 10) \| 10 \| Charley Pride \| A Sunshiny Day with Charley Pride[5] \| - \| \| 25. November 1972 – 29. Dezember 1972 5 Wochen (insgesamt 5) \| 5 \| Merle Haggard \| The Best of the Best of Merle Haggard[6] \| - \| |                                                |                                                |                                                |                           |
| ← 1971 |                                                |                                                |                                                | → 1973 →                  |
| Zeitraum | Wo. ges.                                       | Interpret                                      | Titel                                          | Zusätzliche Informationen |
| (Zeitraum, Wochen auf Platz eins, Interpret, Titel, zusätzliche Informationen) |                                                |                                                |                                                |                           |
| 1. Januar 1972 – 21. April 1972 16 Wochen (insgesamt 16) | 16                                             | Charley Pride                                  | Charley Pride Sings Heart Songs                | -                         |
| 22. April 1972 – 11. August 1972 16 Wochen (insgesamt 16) | 16                                             | Charley Pride                                  | The Best of Charley Pride Vol. II              | -                         |
| 12. August 1972 – 8. September 1972 4 Wochen (insgesamt 4) | 4                                              | Donna Fargo                                    | The Happiest Girl in the Whole U.S.A.          | -                         |
| 9. September 1972 – 15. September 1972 1 Woche (insgesamt 1) | 1                                              | Jerry Wallace                                  | To Get to You                                  | -                         |
| 16. September 1972 – 24. November 1972 10 Wochen (insgesamt 10) | 10                                             | Charley Pride                                  | A Sunshiny Day with Charley Pride              | -                         |
| 25. November 1972 – 29. Dezember 1972 5 Wochen (insgesamt 5) | 5                                              | Merle Haggard                                  | The Best of the Best of Merle Haggard          | -                         |